# 杰萨泰
杰萨泰（義大利語：Gessate），是意大利米兰省的一个市镇。总面积7.75平方公里，人口8479人，人口密度1094.1人/平方公里（2009年）。国家统计（ISTAT）代码为015106。